# Václav Varaďa
Václav Varaďa (* 26. dubna 1976, Kopřivnice) je bývalý český hokejový útočník, nyní je hokejový trenér a sportovní ředitel extraligového týmu HC Vítkovice Ridera. Jako hráč působil v NHL a je také dvojnásobným mistrem světa. V roli hlavního kouče vyhrál s klubem HC Oceláři Třinec tři mistrovské tituly.

## Hráčská kariéra
Házená ani fotbal ho nezaujaly, proto se v 7 letech vydal na hokejovou dráhu. O deset let později si zahrál svůj první extraligový zápas za Vítkovice. Poté se dostal až na mistrovství Evropy hráčů do 18 let. Odtud pak jeho cesta vedla do kempu San José Sharks.

## Trenérská kariéra
- 2014/2015 HC Oceláři Třinec asistent trenéra
- 2017/2018 HC Oceláři Třinec hlavní trenér
- 2018/2019 HC Oceláři Třinec hlavní trenér
- 2019/2020 HC Oceláři Třinec hlavní trenér
- 2020/2021 HC Oceláři Třinec hlavní trenér
- 2021/2022 HC Oceláři Třinec hlavní trenér
- 2023/2024 HC Dynamo Pardubice hlavní trenér (pouze do ledna 2024)
- 2024/2025 HC Vítkovice Ridera hlavní trenér (od 16. ledna 2025)

## Ocenění a úspěchy
- 1996 MSJ – Nejlepší střelec
- 1997 AHL – All-Star Game
- 1998 AHL – All-Star Game
- 2019 ČHL – Nejlepší trenér
- 2021 ČHL – Nejlepší trenér

## Prvenství
- Debut v NHL – 14. března 1996 (Buffalo Sabres proti Hartford Whalers)
- První asistence v NHL – 19. prosince 1997 (Buffalo Sabres proti Montreal Canadiens)
- První gól v NHL – 27. ledna 1998 (Buffalo Sabres proti St. Louis Blues, kanadskému brankáři Jamie McLennan)

## Klubová statistika
| Sezóna       | Klub                  | Soutěž       |     | Základní část | Základní část | Základní část | Základní část | Základní část |    | Play off | Play off | Play off | Play off | Play off |
| Sezóna       | Klub                  | Soutěž       | Z   | G             | A             | B             | TM            | Z             | G  | A        | B        | TM       |          |          |
| 1991–92      | HC Kopřivnice         | ČSHL-18      | 29  | 37            | 10            | 47            | —             | —             | —  | —        | —        | —        |          |          |
| 1992–93      | TJ Vítkovice          | ČSHL         | 1   | 0             | 0             | 0             | 0             | —             | —  | —        | —        | —        |          |          |
| 1993–94      | HC Vítkovice          | ČHL          | 26  | 6             | 8             | 14            | 12            | 3             | 1  | 0        | 1        | 4        |          |          |
| 1994–95      | Tacoma Rockets        | WHL          | 68  | 50            | 38            | 88            | 108           | 4             | 4  | 3        | 7        | 11       |          |          |
| 1995–96      | Kelowna Rockets       | WHL          | 59  | 39            | 46            | 85            | 100           | 6             | 3  | 3        | 6        | 16       |          |          |
| 1995–96      | Buffalo Sabres        | NHL          | 1   | 0             | 0             | 0             | 0             | —             | —  | —        | —        | —        |          |          |
| 1995–96      | Rochester Americans   | AHL          | 5   | 3             | 0             | 3             | 4             | —             | —  | —        | —        | —        |          |          |
| 1996–97      | Buffalo Sabres        | NHL          | 5   | 0             | 0             | 0             | 2             | —             | —  | —        | —        | —        |          |          |
| 1996–97      | Rochester Americans   | AHL          | 53  | 23            | 25            | 48            | 81            | 10            | 1  | 6        | 7        | 27       |          |          |
| 1997–98      | Buffalo Sabres        | NHL          | 27  | 5             | 6             | 11            | 15            | 15            | 3  | 4        | 7        | 18       |          |          |
| 1997–98      | Rochester Americans   | AHL          | 45  | 30            | 26            | 56            | 74            | —             | —  | —        | —        | —        |          |          |
| 1998–99      | Buffalo Sabres        | NHL          | 72  | 7             | 24            | 31            | 61            | 21            | 5  | 4        | 9        | 14       |          |          |
| 1999–00      | HC Vítkovice          | ČHL          | 5   | 2             | 3             | 5             | 12            | —             | —  | —        | —        | —        |          |          |
| 1999–00      | Buffalo Sabres        | NHL          | 76  | 10            | 27            | 37            | 62            | 5             | 0  | 0        | 0        | 8        |          |          |
| 2000–01      | Buffalo Sabres        | NHL          | 75  | 10            | 21            | 31            | 81            | 13            | 0  | 4        | 4        | 8        |          |          |
| 2001–02      | Buffalo Sabres        | NHL          | 76  | 7             | 16            | 23            | 82            | —             | —  | —        | —        | —        |          |          |
| 2002–03      | Buffalo Sabres        | NHL          | 44  | 7             | 4             | 11            | 23            | —             | —  | —        | —        | —        |          |          |
| 2002–03      | Ottawa Senators       | NHL          | 11  | 2             | 6             | 8             | 8             | 18            | 2  | 4        | 6        | 18       |          |          |
| 2003–04      | Ottawa Senators       | NHL          | 30  | 5             | 5             | 10            | 26            | 7             | 1  | 1        | 2        | 4        |          |          |
| 2004–05      | HC Vítkovice          | ČHL          | 44  | 8             | 19            | 27            | 83            | 11            | 3  | 3        | 6        | 35       |          |          |
| 2005–06      | Ottawa Senators       | NHL          | 76  | 5             | 16            | 21            | 50            | 8             | 0  | 2        | 2        | 12       |          |          |
| 2006–07      | HC Davos              | NLA          | 25  | 6             | 4             | 10            | 26            | —             | —  | —        | —        | —        |          |          |
| 2007–08      | SCL Tigers            | NLA          | 37  | 12            | 20            | 32            | 56            | —             | —  | —        | —        | —        |          |          |
| 2008–09      | HC Vítkovice Steel    | ČHL          | 16  | 5             | 5             | 10            | 22            | 4             | 2  | 2        | 4        | 2        |          |          |
| 2009–10      | HC Vítkovice Steel    | ČHL          | 19  | 2             | 8             | 10            | 12            | —             | —  | —        | —        | —        |          |          |
| 2009–10      | HC Kometa Brno        | ČHL          | 14  | 4             | 4             | 8             | 10            | —             | —  | —        | —        | —        |          |          |
| 2010–11      | HC Oceláři Třinec     | ČHL          | 51  | 12            | 25            | 37            | 42            | 18            | 2  | 9        | 11       | 38       |          |          |
| 2011–12      | HC Oceláři Třinec     | ČHL          | 16  | 6             | 7             | 13            | 20            | 5             | 0  | 2        | 2        | 4        |          |          |
| 2011–12      | HC Slovan Ústečtí Lvi | 1.ČHL        | —   | —             | —             | —             | —             | 5             | 2  | 0        | 2        | 4        |          |          |
| 2012–13      | HC Oceláři Třinec     | ČHL          | 51  | 14            | 23            | 37            | 60            | 10            | 3  | 1        | 4        | 10       |          |          |
| 2013–14      | HC Oceláři Třinec     | ČHL          | 36  | 4             | 5             | 9             | 28            | 1             | 0  | 0        | 0        | 0        |          |          |
| Celkem v ČHL | Celkem v ČHL          | Celkem v ČHL | 278 | 63            | 107           | 170           | 301           | 52            | 11 | 17       | 28       | 93       |          |          |
| Celkem v NHL | Celkem v NHL          | Celkem v NHL | 493 | 58            | 125           | 183           | 410           | 87            | 11 | 19       | 30       | 82       |          |          |

## Reprezentace
| Rok                       | Tým                       | Soutěž                    | Z  | G  | A | B  | TM |
| ------------------------- | ------------------------- | ------------------------- | -- | -- | - | -- | -- |
| 1994                      | Česko 18                  | MEJ                       | 5  | 3  | 3 | 6  | 6  |
| 1995                      | Česko 20                  | MSJ                       | 7  | 6  | 4 | 10 | 25 |
| 1996                      | Česko 20                  | MSJ                       | 6  | 5  | 1 | 6  | 8  |
| 2000                      | Česko                     | MS                        | 9  | 2  | 4 | 6  | 6  |
| 2005                      | Česko                     | MS                        | 9  | 1  | 0 | 1  | 2  |
| Juniorská kariéra celkově | Juniorská kariéra celkově | Juniorská kariéra celkově | 18 | 14 | 8 | 22 | 39 |
| Seniorská kariéra celkově | Seniorská kariéra celkově | Seniorská kariéra celkově | 18 | 3  | 4 | 7  | 8  |